# 18 f.Kr.
| 18 f.Kr.           |
| ------------------ |
| Dødsfald - Fødsler |

## Begivenheder
- Pont du Gard er en bro i den sydlige del af Frankrig, som er bygget af romerne. Er formodentlig færdigbygget i dette år.